# Florestal
Florestal är en kommun i Brasilien.   Den ligger i delstaten Minas Gerais, i den sydöstra delen av landet, 600 km sydost om huvudstaden Brasília. Antalet invånare är 6 603.
Omgivningarna runt Florestal är huvudsakligen savann. Runt Florestal är det ganska tätbefolkat, med 214 invånare per kvadratkilometer.